# Подобено
Подобено (словен. Podobeno) — поселення в общині Гореня вас-Поляне, Горенський регіон, Словенія. Висота над рівнем моря: 431,1 м.